# Cabin 28
Cabin 28 è un film del 2017 diretto da Andrew Jones ed ispirato alla storia vera degli omicidi di Keddie, un quadruplo omicidio del 1981 rimasto irrisolto avvenuto nella città di Keddie in California.

## Produzione
Il film è stato girato con un budget stimato di 250.000 dollari.

### Riprese
Il film è stato interamente girato on location al 7 cabin resort a Trefeglwys, nel febbraio 2017.

## Citazioni cinematografiche
- In diverse scene del film, sulla televisione della cabina possono vedersi scene dei film La notte dei morti viventi (1968) e Plan 9 from Outer Space (1959).
- Alcuni dei costumi dei protagonisti sono modellati sui personaggi dei primi quattro film della serie Venerdì 13.
- Jason Homewood tornerà ad interpretare il ruolo del vice sceriffo Brad Wilkes in The Utah Cabin Murders, film simile a questo nonostante non ne sia ufficialmente un sequel.